# Johannes Hymmen
Johannes Peter Hymmen (* 28. Dezember 1878 in Barmen; † 18. März 1951 in Bonn) war ein deutscher evangelischer Geistlicher und geistlicher Vizepräsident des Evangelischen Oberkirchenrats der Kirche der Altpreußischen Union.

## Leben
Johannes Hymmen besuchte das Gymnasium in Barmen bis zum Abitur 1897 und studierte Evangelische Theologie an den Universitäten Erlangen, Halle und Bonn. Während des Studiums nahm er das Band des Bonner und Hallenser Wingolf auf. Im Herbst 1900 bestand er sein erstes und im Herbst 1902 sein zweites Theologisches Examen. Ostern 1903 wurde er zum Inspektor des Predigerseminars in Soest berufen. In Bonn wurde er im Dezember 1905 mit einer Dissertation über Augustins Sakramentenlehre zum Lic. theol. promoviert.
1904 erfolgte seine Ordination zum Pfarrer; gleichzeitig wurde er Privatdozent an der Universität Münster. Von November 1905 bis 1912 war er Pfarrer der Evangelischen Gemeinde in Otzenrath. Ab 1910 war er zugleich im Nebenamt Direktor des Landeskirchlichen Diasporaseminars und ab 1912 hauptamtlich Direktor des Kirchlichen Auslandssemimars, zunächst in Soest, dann in Witten. Von 1914 bis 1918 leistete er Kriegsdienst im Ersten Weltkrieg, ab 1916 als Feldprediger.
Von 1923 bis 1925 war er Pfarrer in Blankenstein/Ruhr, zugleich Geschäftsführer der Inneren Mission der Kirchenprovinz Westfalen. 1926 wurde er zum Konsistorialrat in Münster berufen; 1932 habilitierte er sich an der Universität Münster für das Fachgebiet Innere Mission und Kirchenkunde.
Im Zuge der Befriedungsversuche im Kirchenkampf wurde Hymmen 1936 mit der Wahrnehmung der Geschäfte des Geistlichen Vizepräsidenten des Evangelischen Oberkirchenrats betraut. Zugleich war er Ephorus des Berliner Domkandidatenstifts. In dem am 31. August 1939 auf Druck von Kirchenminister Hanns Kerrl gebildeten Geistlichen Vertrauensrat der Deutschen Evangelischen Kirche vertrat er die Kirche der Altpreußischen Union; die weiteren Mitglieder waren der mecklenburgische DC-Landesbischof Walther Schultz, Landesbischof August Marahrens (Hannover) sowie ab März 1940 Otto Weber (Reformierte Kirchen); die Geschäftsführung lag bei Friedrich Werner, dem Leiter der Kirchenkanzlei und bei Ernst Hundt. Der Vertrauensrat war vor allem verantwortlich für unsägliche Aufrufe an die Gemeinden und Ergebenheitsadressen an Hitler.
Infolge der alliierten Bombenangriffe auf Berlin waren Oberkirchenrat und Kirchenkanzlei ab Sommer 1944 Stolberg (Harz) untergebracht, wo Hymmen das Ende des Zweiten Weltkriegs erlebte. Im Sommer 1945, vor der Treysaer Konferenz, ließ er sich pensionieren und zog nach Bonn.
Der Autor und Rundfunkpublizist Friedrich Wilhelm Hymmen (* 1913 in Soest; † 1995 in Würzburg) war sein Sohn.

## Ehrungen
- 1929 Ehrendoktor der Evangelisch-Theologischen Fakultät der Universität Münster

## Werke
- Die Sakramentslehre Augustins im Zusammenhang dargestellt und beurteilt. Bonn: Georgi 1905, zugl. Diss. Bonn 1905 (Digitalisat)
- Pfarrerschaft und Landarbeiter-Siedlung. [Bielefeld, Altstädter Kirchpl. 2a]: [Evang. Siedlungsdienst] 1931